# NGC 76
NGC 76 é uma galáxia  localizada na direcção da constelação de Andromeda. Possui uma declinação de +29° 56' 03" e uma ascensão recta de 0 horas, 19 minutos e 37,7 segundos.
A galáxia NGC 76 foi descoberta em 22 de Setembro de 1884 por Guillaume Bigourdan.